# Guadaíra
O Guadaíra é um rio no sul da Península Ibérica, afluente do Guadalquivir e pertencente à bacia hidrográfica do mesmo nome. Ele flui através das províncias espanholas de Cádis e Sevilha. Seu nome original era Ira, do qual tomou seu nome uma cidade pré-romana localizada na Mesa de Gandul (Alcalá de Guadaíra), chamada Irippo ("a cidade de Ira").
Sua bacia hidrográfica se estende pelos municípios de Morón de la Frontera, Marchena, Utrera, Paradas, Arahal, Mairena del Alcor, El Viso del Alcor, Alcalá de Guadaíra, Sevilha e outros.